# Curtină

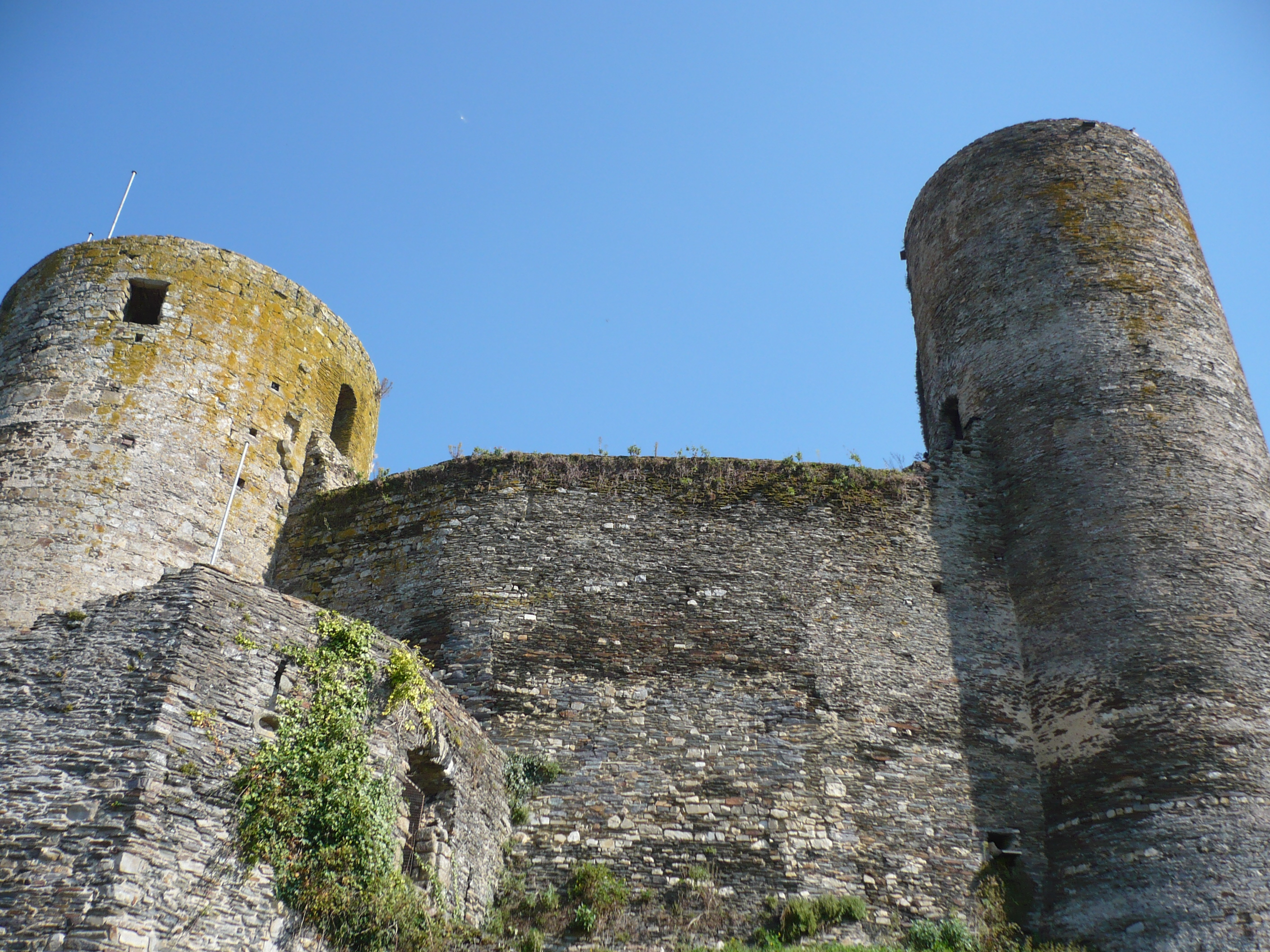
Curtină între două turnuri. Castelul medieval din Pouancé

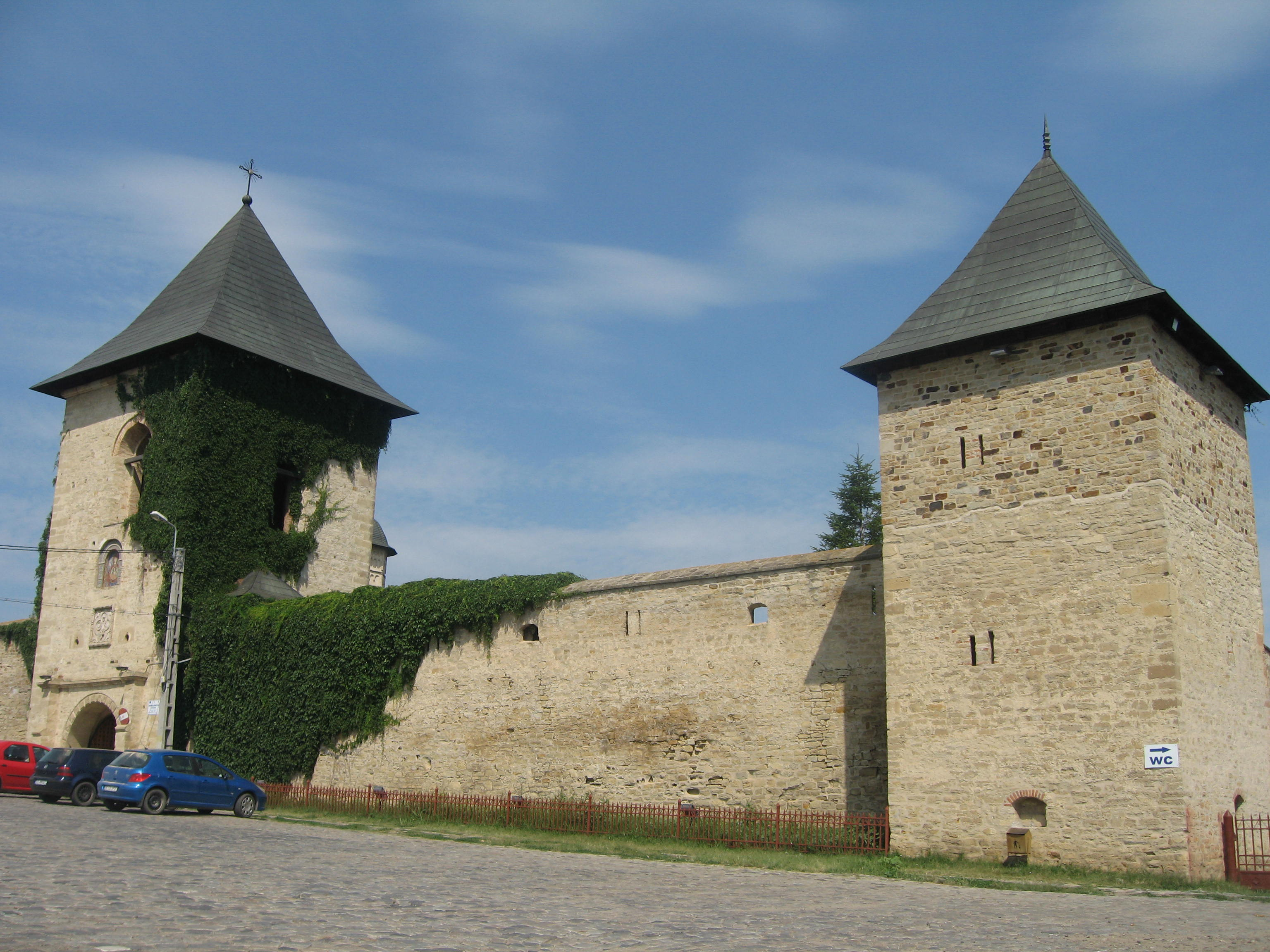
Curtină între două turnuri. Mănăstirea Cetăţuia din Iaşi

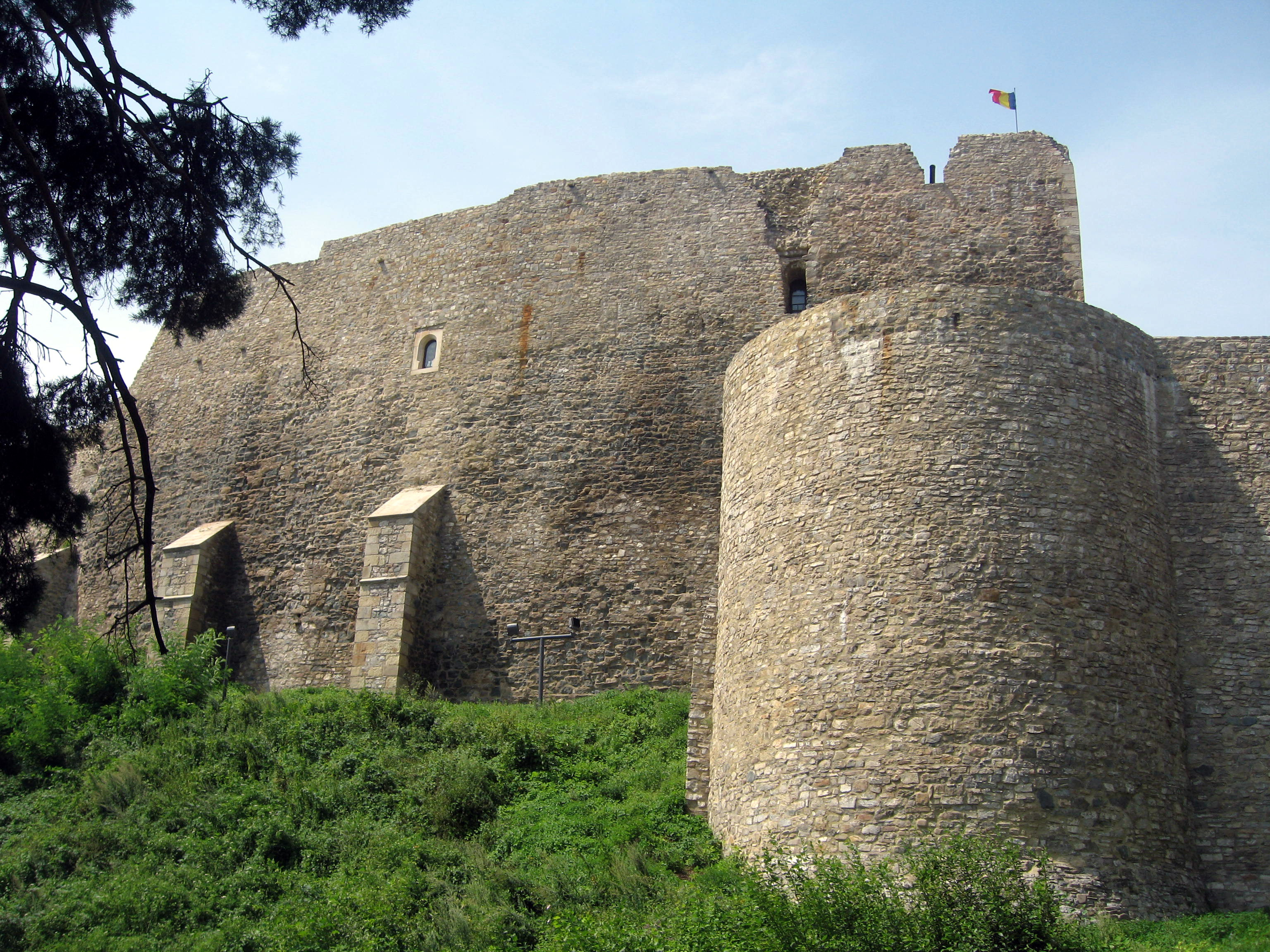
Curtina de est a Cetăţii Neamţ

Curtina este un zid defensiv construit între două turnuri sau bastioane ale unui castel sau ale unei fortărețe medievale. 
Curtina este prevăzută, de obicei, spre interior, cu drumuri de strajă.
Curtina cetății orașului Sebeș a fost înzestrată cu un parapet străpuns de creneluri și un drum de strajă sprijinit pe curtină și pe console de lemn.